# Stéphane Sarni
Stéphane Sarni (Sion, 31 agosto 1980) è un allenatore di calcio ed ex calciatore svizzero, difensore.

## Carriera
Il 25 luglio 2011 si trasferisce al Lugano.

## Palmarès
- Coppa Svizzera: 2

Sion: 2005-06, 2008-09